# Бернард IV фон Регенщайн-Бланкенбург
Бернард IV (I) фон Регенщайн-Бланкенбург (на немски: Bernard IV (I) von Regenstein-Blankenburg; * сл. 1393; † между 3 септември 1422 – 24 юни 1423) е граф на Регенщайн и Бланкенбург в Харц.

## Произход
Той е единственият син на граф Улрих VIII фон Регенщайн († 1410) и съпругата му Катарина фон Липе († 1425), дъщеря на Симон III фон Липе († 1410) и Ерменгард фон Хоя († 1422).
През 15 век графската фамилия фон Регенщайн се мести от замък Регенщайн при Бланкенбург в дворец Бланкенбург. Последният мъжки представител на благородническия род, граф Йохан Ернст фон Регенщайн умира през 1599 г. Части от графството стават Графство Бланкенбург.

## Фамилия
Бернард IV фон Регенщайн-Бланкенбург се жени на 9 август 1414 г. за Агнес фон Шварцбург († сл. 16 октомври 1435), вдовица на граф Лудвиг XI фон Ринек († 1408), дъщеря на граф Хайнрих XV фон Шварцбург-Лойтенберг († 1402) и Анна фон Ройс-Плауен († 1412). Те имат децата:
- Улрих VIII († между 1 януари 1489 – 28 октомври 1489), граф на Регенщайн, господар на Бланкенбург, женен I. пр. 26 август 1444 г. за Лутрад († пр. 13 февруари 1472), II. пр. 13 февруари 1472 г. за Юта фон Райфершайт († сл. 1479)
- Катерина († 20 януари 1455), омъжена ок. 1441 г. за граф Гюнтер VI фон Барби-Мюлинген (1417 – 1493)
- Бернхард V († ок. 12 май 1458), граф на Регенщайн, женен 1441/1444 г. за Елизабет дон Мансфелд († 1474)
- Урсула († сл. 1447), омъжена Йохан (Ян) фон Плесе, фогт на Кл. Щайна († между 15 април – 9 октомври 1446, или 17 януари 1447)
- ? Барбара († сл. 1457)
- ? Урсула († сл. 1447)
- ? Хелена († сл. 1457)